# Архієпархія Буржа
Архієпархія Буржа - архієпархія Римо-католицької церкви у центральній Франції. Заснований у III столітті, а нинішній територіальні межі набув 1822 року. До 2002 року архієпископи Буржа були також митрополитами. Папа Іван Павло II позбавив єпархію цього статусу та включив її до складу метрополії Тура, але при цьому зберіг за нею право на титул архієпархії.